# Базилевич, Константин Васильевич
Константи́н Васи́льевич Базиле́вич (12 [24] мая 1892, Киев — 3 марта 1950, Москва) — советский историк.

## Биография
Родился в семье военного педагога. Окончил авиашколу и артиллерийское училище в Санкт-Петербурге. Участник 1-й мировой войны, был одним из первых русских военных лётчиков. В 1918 добровольцем пошел в Красную Армию. В 1922 году завершил обучение в Московском университете. В период с 1922 по 1929 годы работал в Историческом музее. С 1930 года преподавал в МГУ, в Высшей партшколе при ЦК КПСС. С 1935 — профессор. В период с 1936 по 1950 до своей смерти — старший научный сотрудник Института истории АН СССР.
Главные работы Базилевича посвящены истории классовой борьбы и социально-экономической истории Русского государства в XV—XVII вв. Опубликованы следующие его работы: «Мятеж в Великом Устюге в 1648» (Ученые записки Института истории РАНИОН, в. 5, 1928); «Денежная реформа Алексея Михайловича и восстание в Москве в 1662 г.» (1936); «Городские восстания в Московском государстве XVII в.» (1936) и др.
Базилевич одним из первых советских историков стал глубоко изучать таможенные книги и ввёл их в научный оборот (статья: «Таможенные книги как источник экономической истории России», «К вопросу об изучении таможенных книг XVII в.» (Проблемы источниковедения, сб. 1, 2, М.—Л., 1933-36).
Посвятил серию статей истории русской торговли XVII в.: «Торговля Великого Устюга в середине XVII в.» (Учёные записки Института истории РАНИОН, т. 4, М., 1929), «Коллективные челобитья торговых людей и борьба за русский рынок в 1-й половине XVII века» (ИАН, сер. 7, № 2, Л., 1932), «Новый торговый устав» (там же, № 7), «Крупное торговое предприятие в Московском государстве первой половины XVII века» (1933), «Элементы меркантилизма в экономической политике Алексея Михайловича» (Учёные записки МГУ, в. 41, М., 1940).
Одним из самых обширных его трудов является монография «Внешняя политика России в период образования централизованного государства, 2-я половина XV века» (1952). В этом труде история внешней политики России рассматривается в тесной связи с процессом объединения русских земель. Им были использованы новые источники, такие как документы Венского архива. Для Высшей партшколы при ЦК КПСС им был опубликован «Курс лекций по истории СССР от древнейших времен до конца XVII в.» (М., 1949),
Автор и составитель учебников по истории СССР для средней и высшей школы, «Истории Москвы» (т. 1, М., 1952), «Очерков истории СССР».
В Москве до своей смерти проживал в Большом Козихинском переулке, 23. Посмертно награждён премией 1-й степени им. М. В. Ломоносова.
Похоронен на Новодевичьем кладбище.

## Личная библиотека
В 1953 году Московский университет приобрёл личную библиотеку ученого. Сегодня часть этого книжного собрания хранится на историческом факультете, а наиболее ценные издания — в Отделе редких книг и рукописей Научной библиотеки МГУ имени М. В. Ломоносова: около 300 томов книг по истории, инкунабулы и палеотипы, собрание русских изданий XVII—начала XVIII в. и «Rossica» XVI—XX вв..

## Основные работы
- Базилевич К. В. Земская почта в России (1865—1917). — М., 1926. — 69 с.
- Базилевич К. В. Крупное торговое предприятие в Московском государстве в первой половине XVII в. Л., 1933
- Базилевич К. В. Русское военное искусство. М.: Воениздат НКО СССР, 1944. 24 с.
- Базилевич К. В. Победа славянских народов в вековой борьбе против немецких захватчиков и немецкой тирании. Стенограмма публичной лекции, прочитанной 28 июня 1945 года в Лекционном зале в Москве. — М: Издательство «Правда», 1945 — 20 с.
- Базилевич К. В. Борьба русского народа с польско-шведской интервенцией в начале XVII века. Минин и Пожарский. М.: Воениздат (В помощь преподавателю дивизионной школы партийного актива) 1946 г.
- Базилевич К. В. Пётр I — государственный деятель, преобразователь, полководец (В помощь преподавателю дивизионной школы партийного актива). М.: Воениздат Министерства вооруженных сил СССР, 1946. 56 с.
- Базилевич К. В. История СССР. От древнейших времен до конца XVII века". 1950 г.
- Базилевич К. В. Внешняя политика Русского централизованного государства. Вторая половина XV века. М.: Издательство МГУ. 1952. 2-е изд. 2001
- Базилевич К. В., Бахрушин С. В., Фохт А. История СССР. Учебник для 10 класса средней школы. Редактор А. М. Панкратова, М.: Государственное учебно-педагогическое издательство Министерства просвещения РСФСР. 1954 г.